# MAD TV
MAD е гръцка музикална телевизия, която стартира и в български формат на 1 декември 2006 г. Телевизията излъчва най-новата музика, а също и утвърдени изпълнения от изминалите години. Разполага с най-богата база данни в България: повече от 17 000 видеоклипа. През уикенда излъчва концерти на известни личности.
Българския формат преустановява поетапно дейността си в края на 2011 г.